# Policía antidisturbios

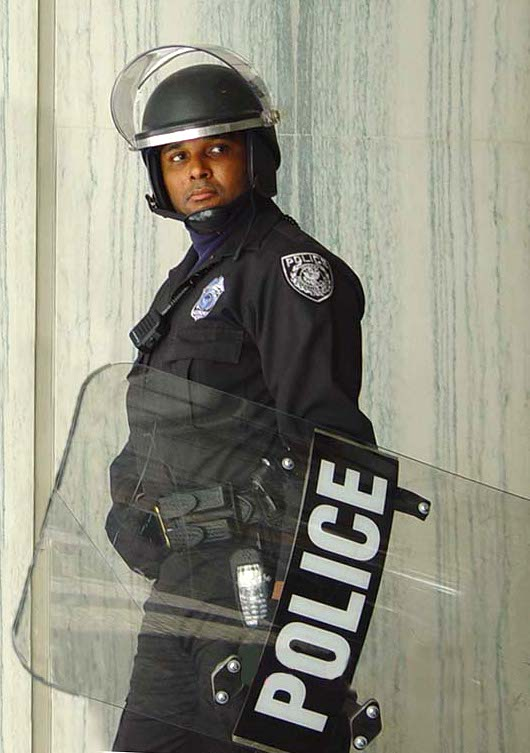
Policía antidisturbios estadounidense, con uniforme y escudo.

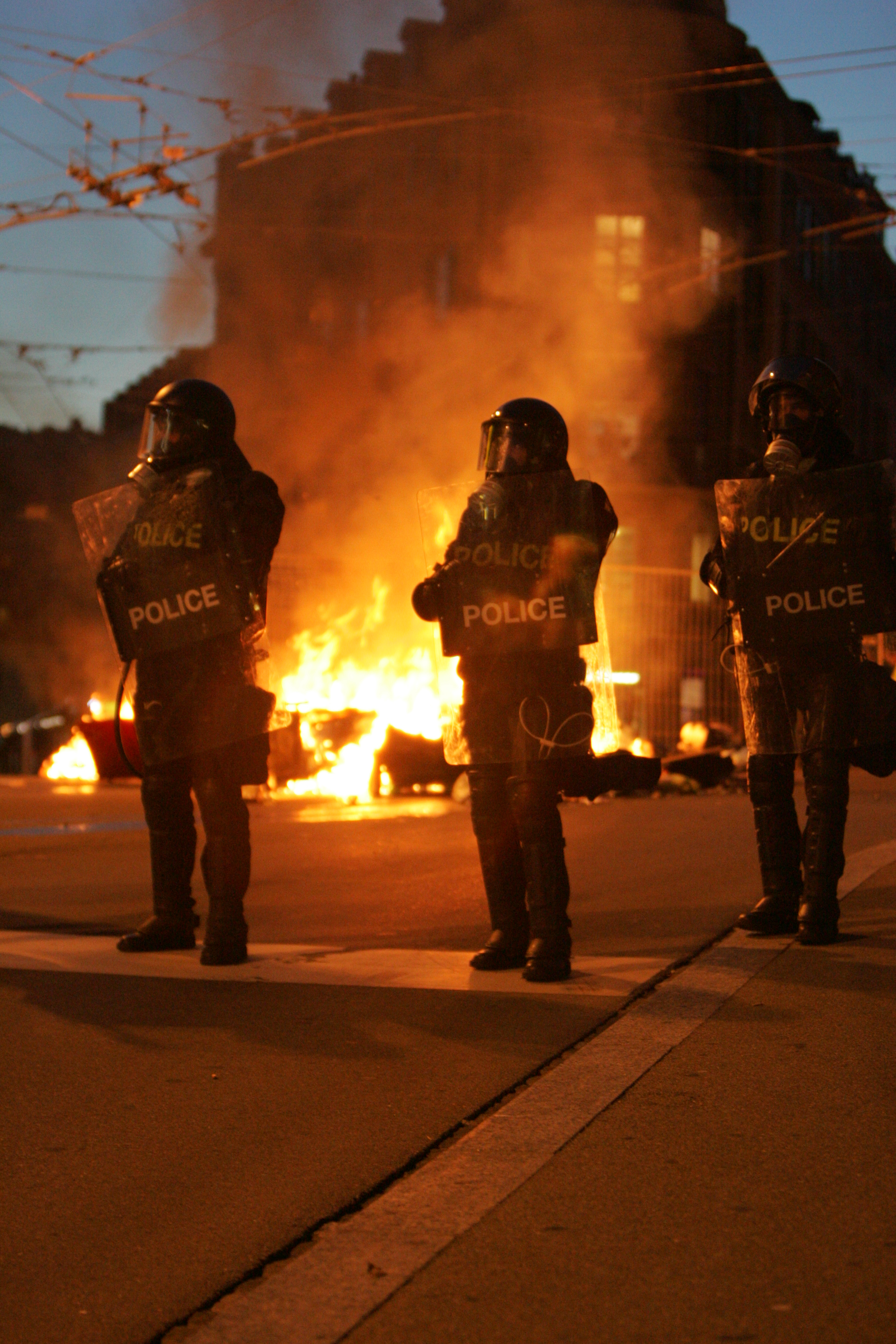
Policías suizos durante una protesta.

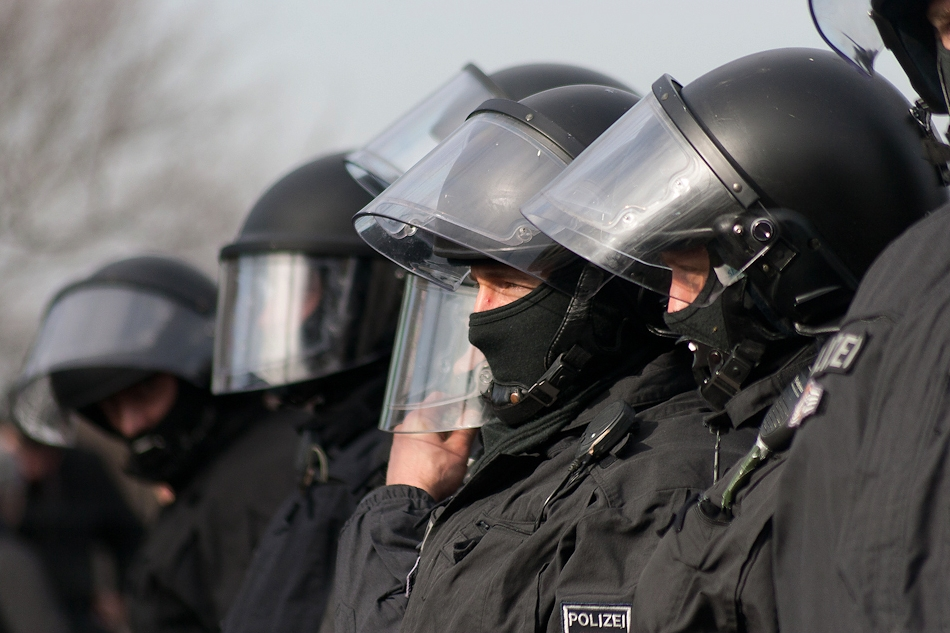
Antidisturbios de la Policía Federal Alemana.

La policía antidisturbios o antimotines es una unidad o grupo especializado de agentes de la fuerza policial, aunque también pueden existir similares en fuerzas militares, para controlar el accionar de multitudes y dispersar las manifestaciones no autorizadas, violentas o de cualquier índole según cada estado y decisión política. Otra de las funciones de la policía antidisturbios es hacer cumplir las órdenes de recuperación de los edificios o zonas ocupados ilegalmente. También pueden ser requeridos para mediar entre dos o más grupos de manifestantes con ideales opuestos y evitar que estos se hagan daño entre ellos y a personas no relacionadas, prevenir altercados en grandes eventos o protección de personalidades.

## Funciones
La función principal de este tipo de unidades es el mantenimiento del orden público. Controlando de esta manera eficiente diferentes actividades, como pueden ser marchas o protestas, para evitar que lleguen a perjudicar o hasta causar daño a otras personas y bienes tanto públicos como privados.
La intención es lograr mantener una situación de normalidad dentro de la vida cotidiana de una sociedad. Por este motivo es que sus funciones se centran normalmente en la prevención, el control y en caso de ser necesario, la restauración del orden.
El equipo utilizado en el control de eventos puede incluir desde porras hasta escudos antidisturbios y escopetas adaptadas que disparan bolas de goma. Normalmente en el equipamiento de un oficial de antidisturibios siempre se encuentra algún tipo de armadura para su protección y algún tipo de armamento disuasivo, como algún tipo de gas lacrimógeno, incluido el gas pimienta; bastones o porras, armas de electrochoque y algunos tipos de proyectiles no letales. En algunos casos los oficiales también pueden cubrir sus rostros, dejando muchas veces solo sus ojos a la vista, para proteger su identidad y evitar represalias. También es común portar máscaras antigás en caso de que se lancen agentes químicos al ambiente durante la protesta.

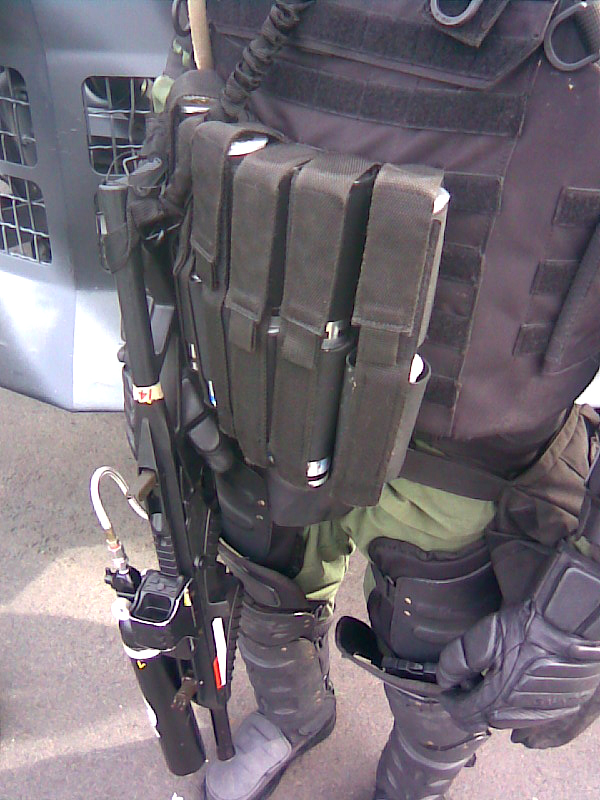
Efectivo policial antidisturbios de la Policía Nacional de Panamá portando arma y municiones de agentes químicos lacrimógenos.
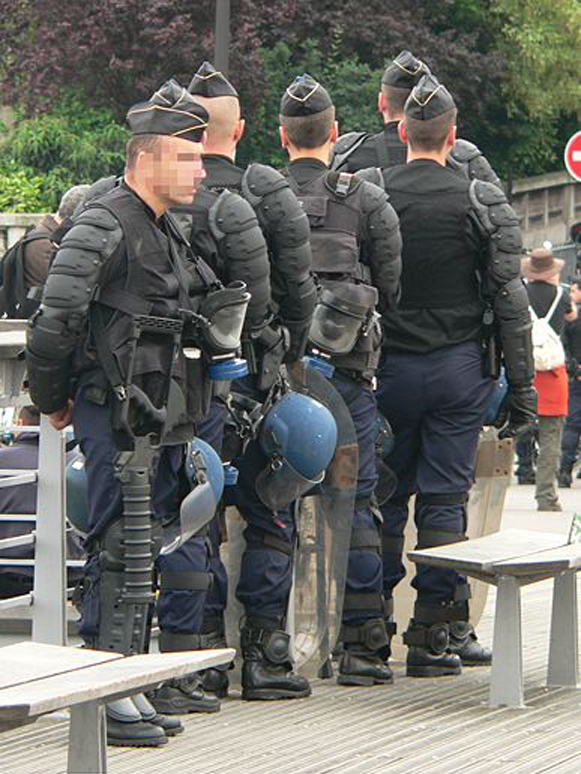
Miembros de la Gendarmería Nacional francesa con su armadura corporal, cascos, escudos, lanzagranadas (para gas lacrimógeno) y máscaras antigás.
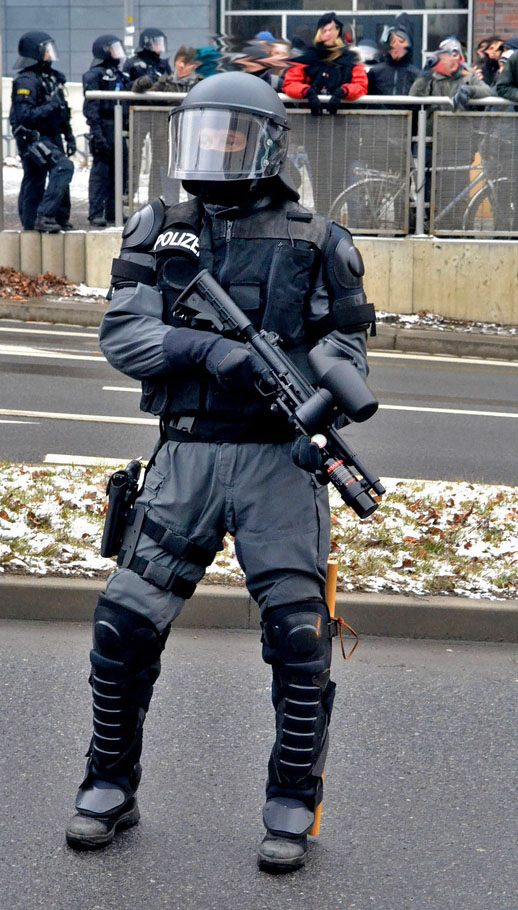
Agente de la Policía del Estado de Sajonia (Alemania) equipado con una arma lanzadora de proyectiles de gas pimienta.
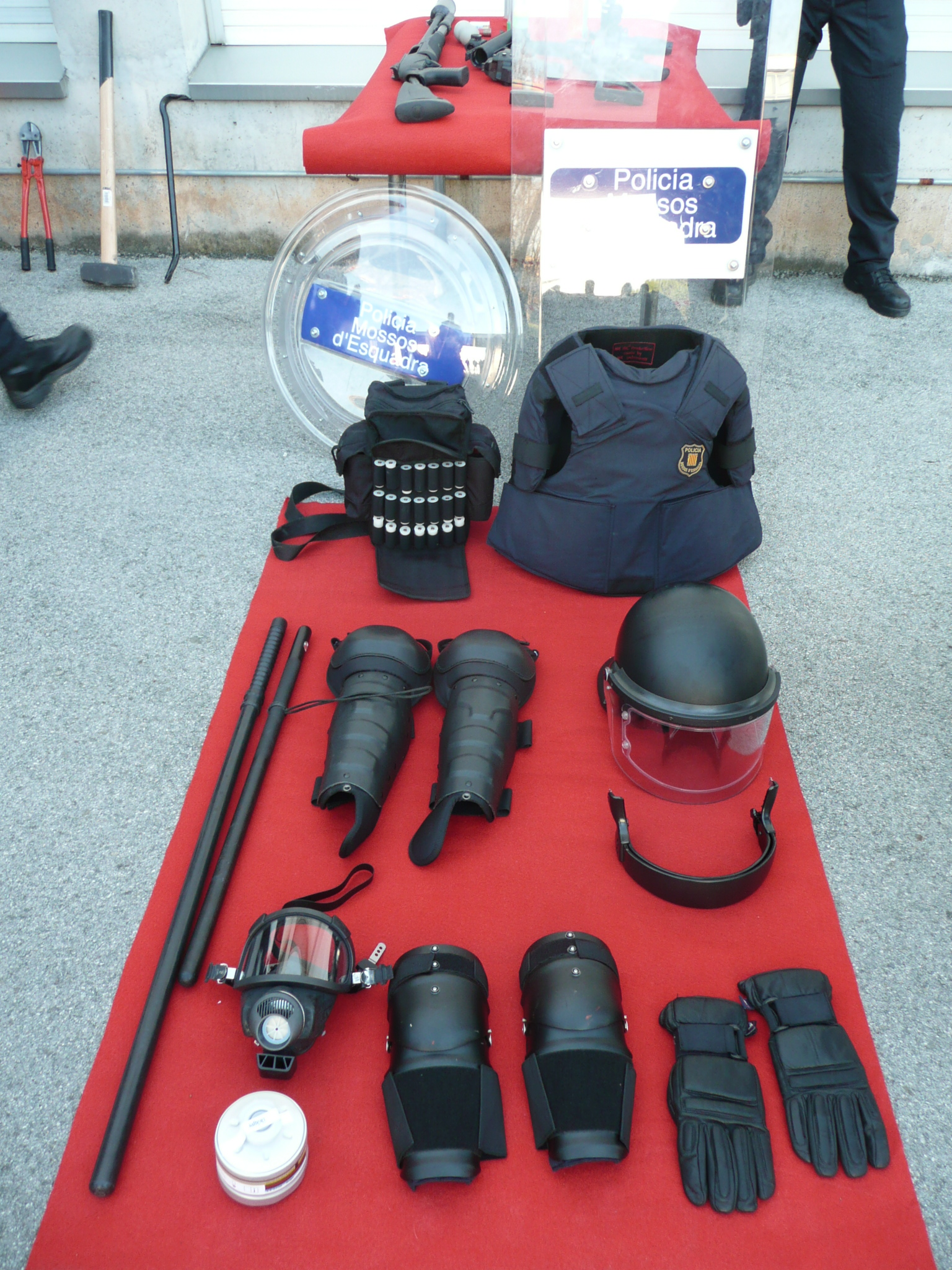
Equipamiento de un agente de la Brigada Móvil de los Mozos de Escuadra.
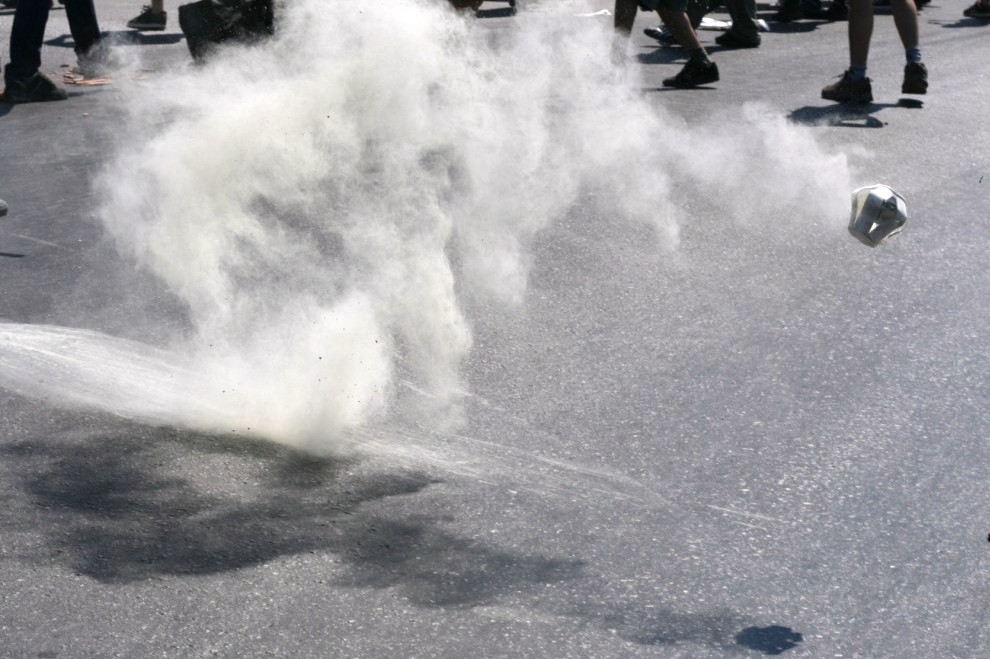
Granada lacrimógena rebotando tras haber estallado.
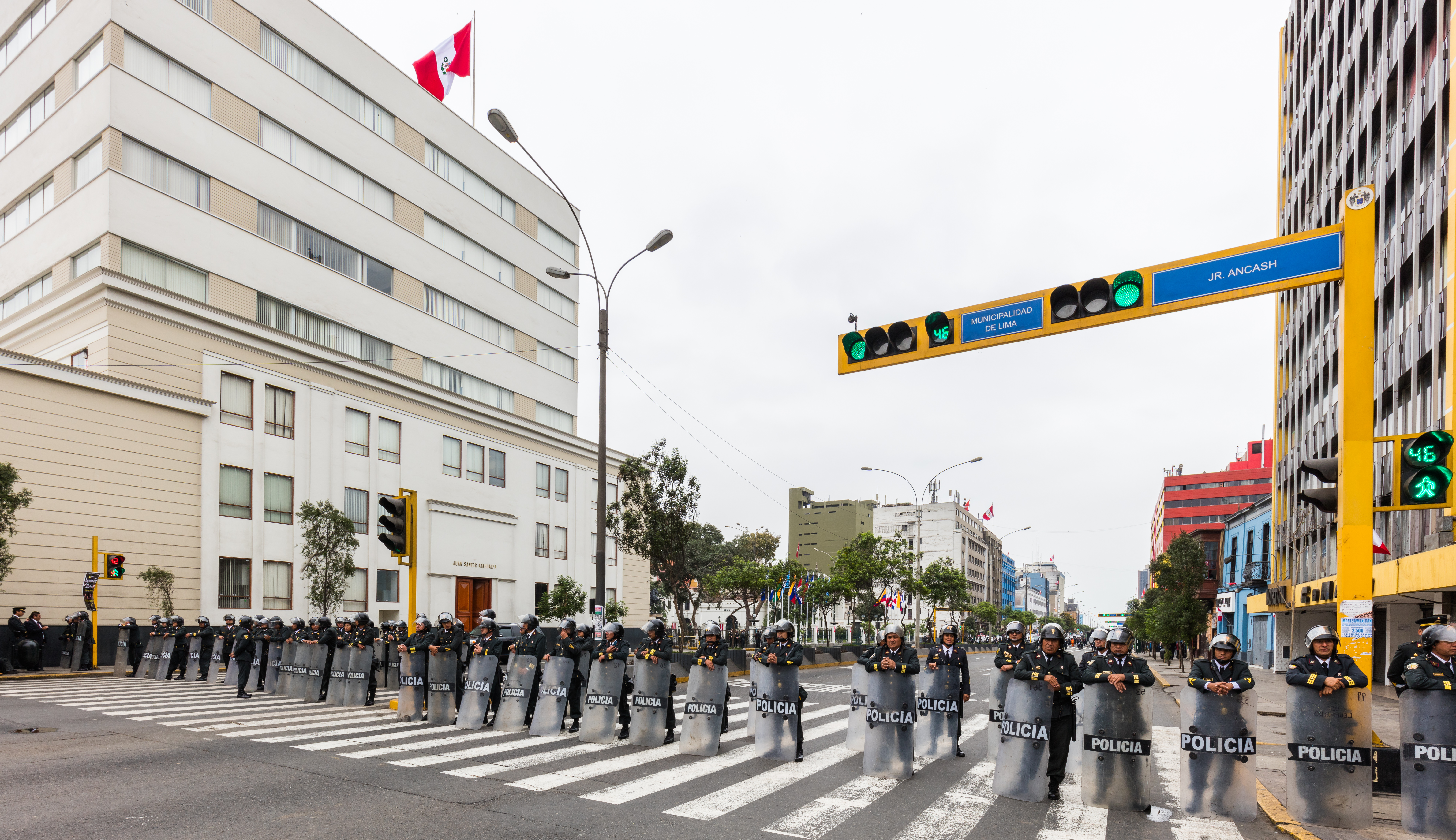
Cordón policial en Lima, Perú.

A veces se recurre a vehículos blindados que también pueden tener cañones de agua que se disparan a la multitud, por lo que esta tiende a dispersarse. También se emplean otros vehículos protegidos frente a agresiones con objetos contundentes (piedras, adoquines, bolas de acero, etc.) o con pequeños artefactos explosivos (cócteles molotov, cohetes pirotécnicos, etc.).
En algunos casos también pueden involucrarse agentes de la policía montada e incluso en motocicletas.

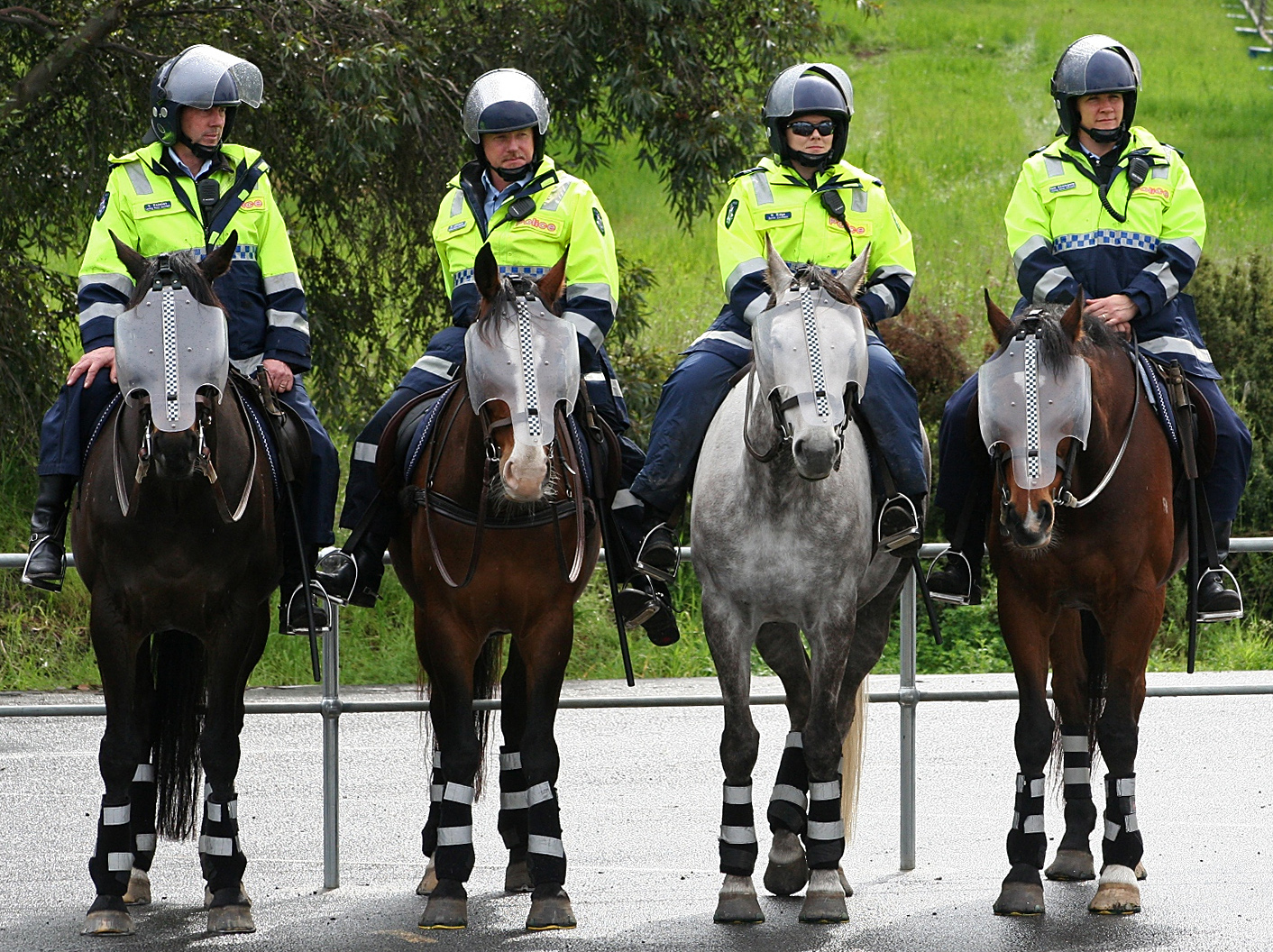
Antidisturbios de la policía montada de Australia.
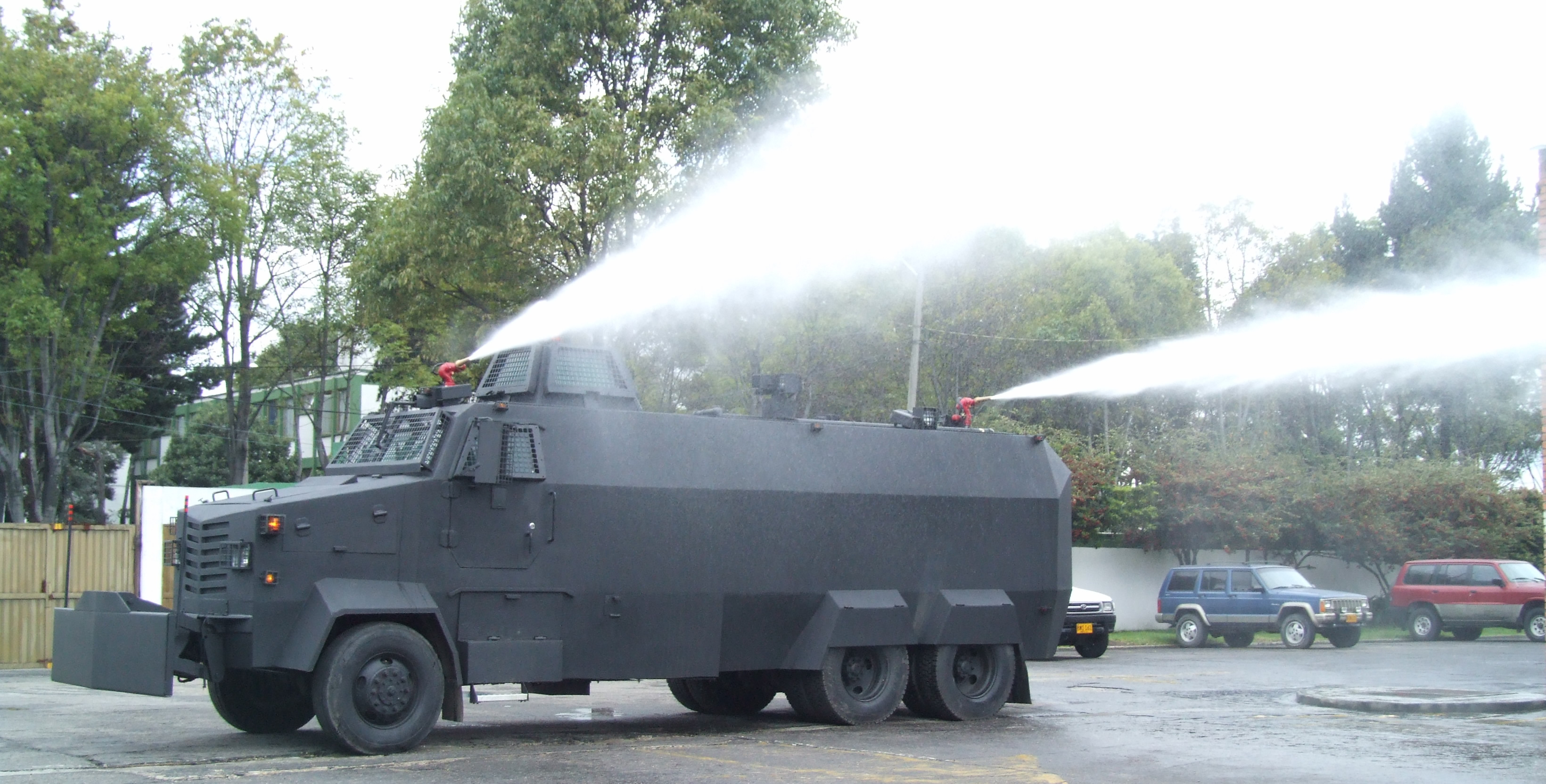
Vehículo con cañones de agua del Escuadrón Móvil Antidisturbios de la Policía Nacional de Colombia.
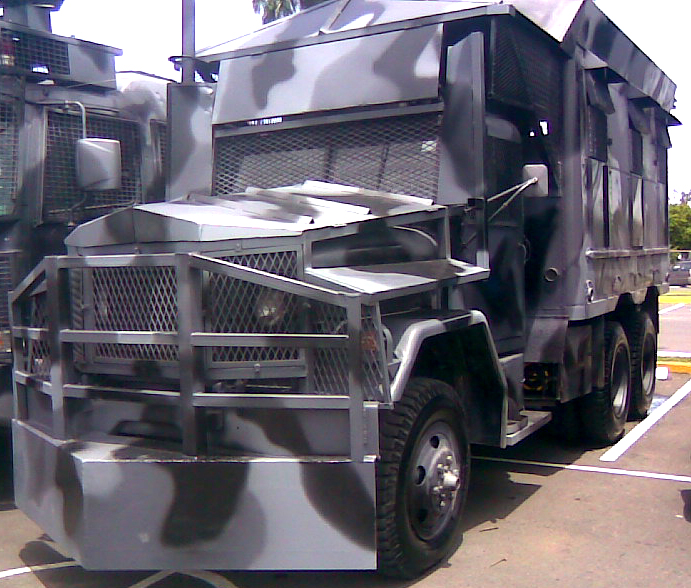
"La Bestia": vehículo policial antidisturbios de la Policía Nacional de Panamá.
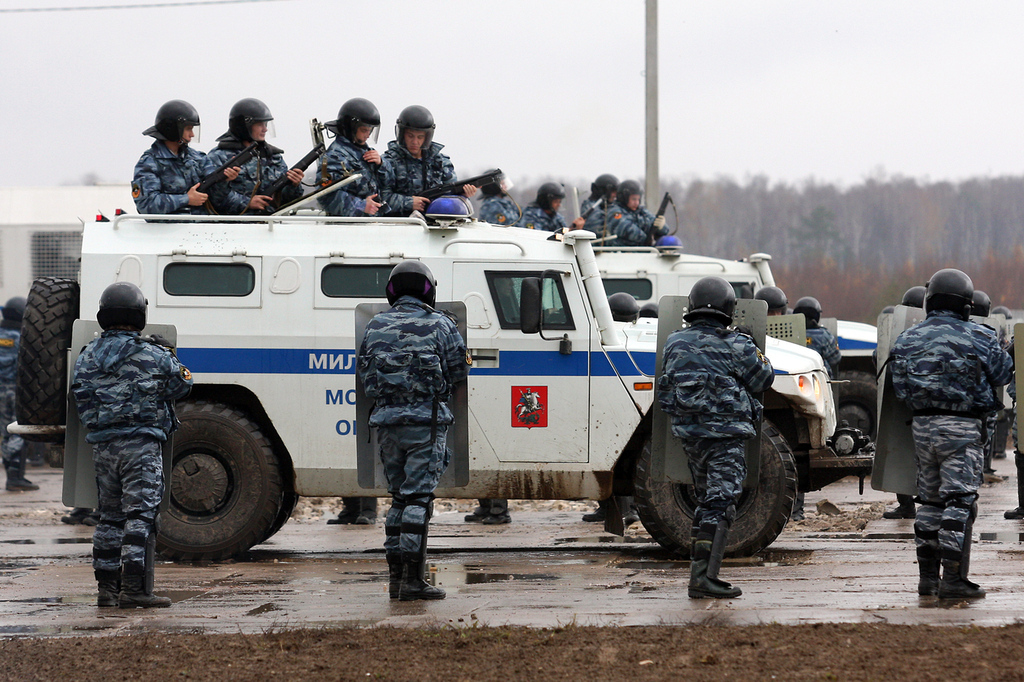
Policías rusos de OMON durante un entrenamiento junto a un vehículo blindado.
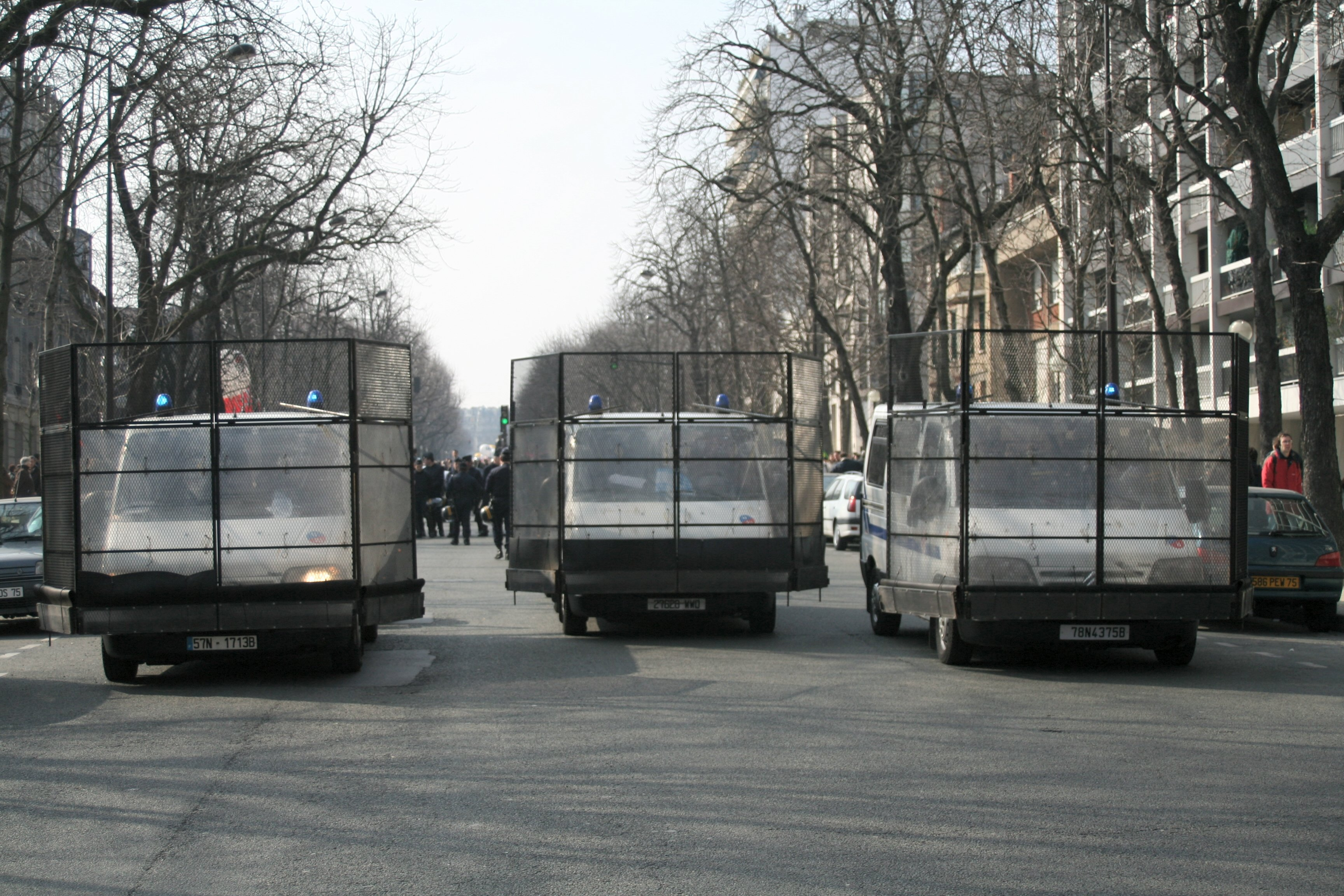
Vehículos de policía franceses con sus protecciones.
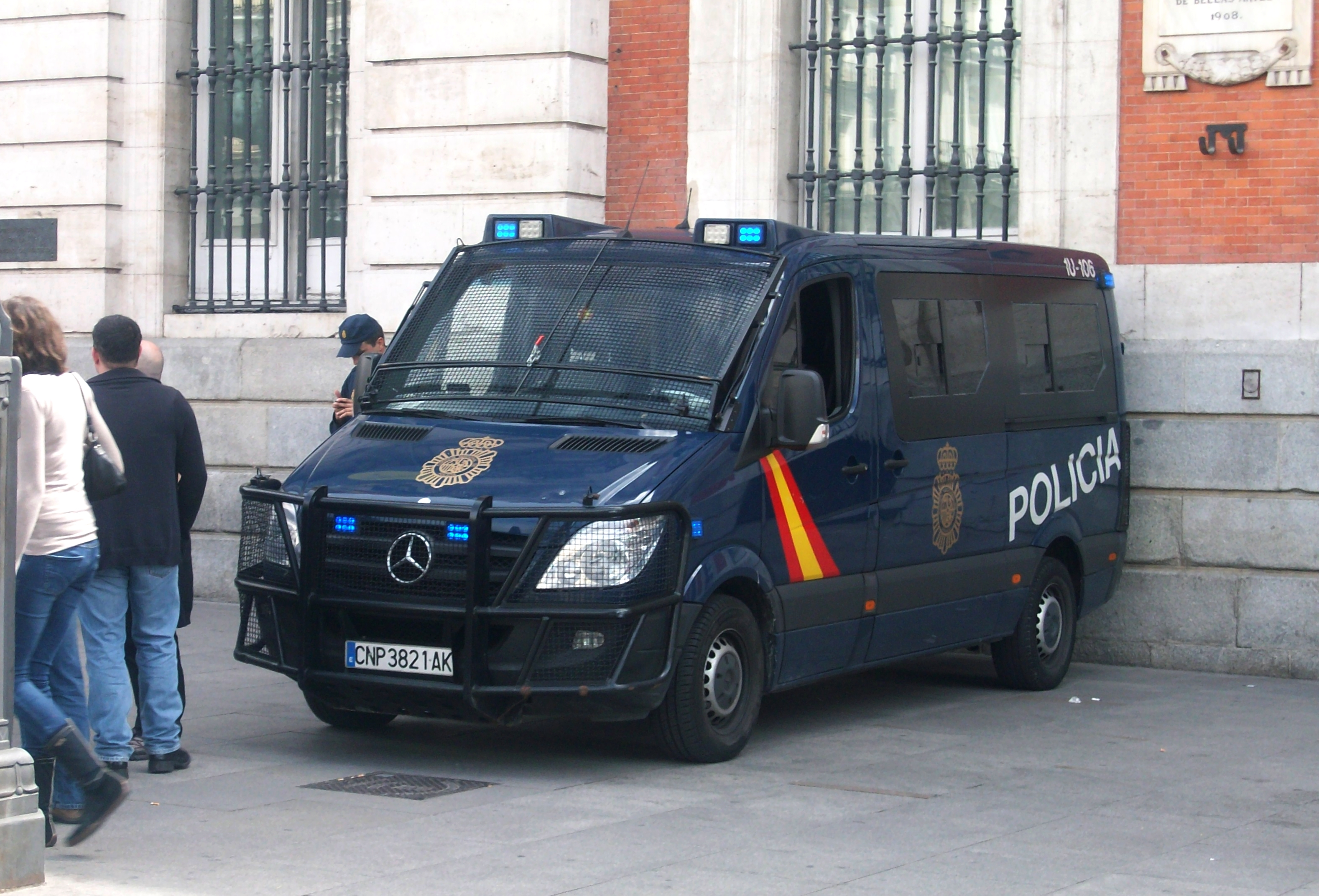
Vehículo de las Unidades de Intervención Policial con protección en sus ventanas.

## Tácticas

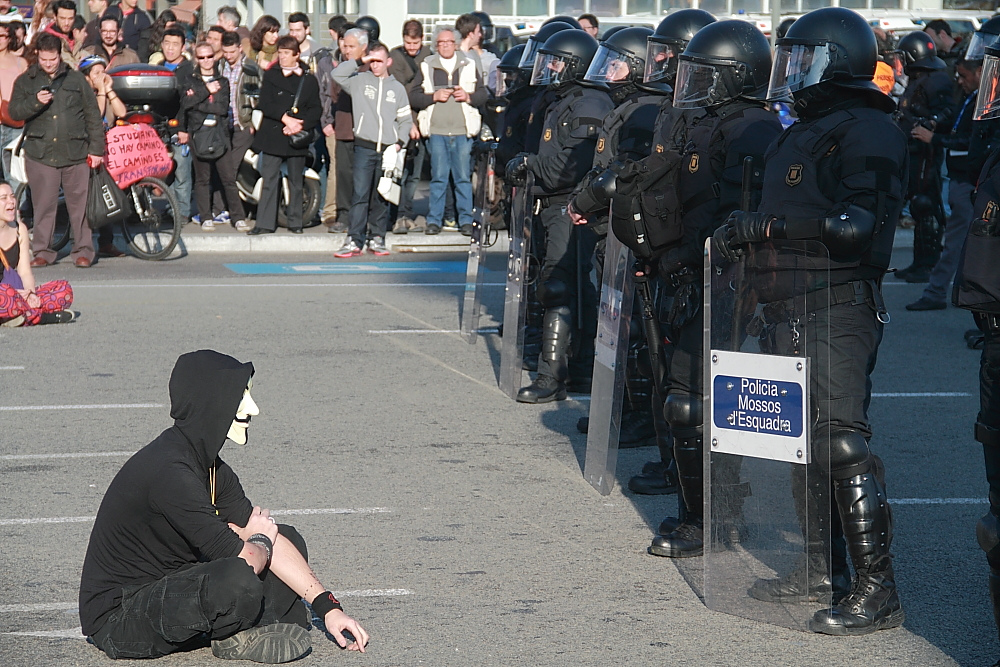
Mozos de Escuadra apostados junto a una marcha.

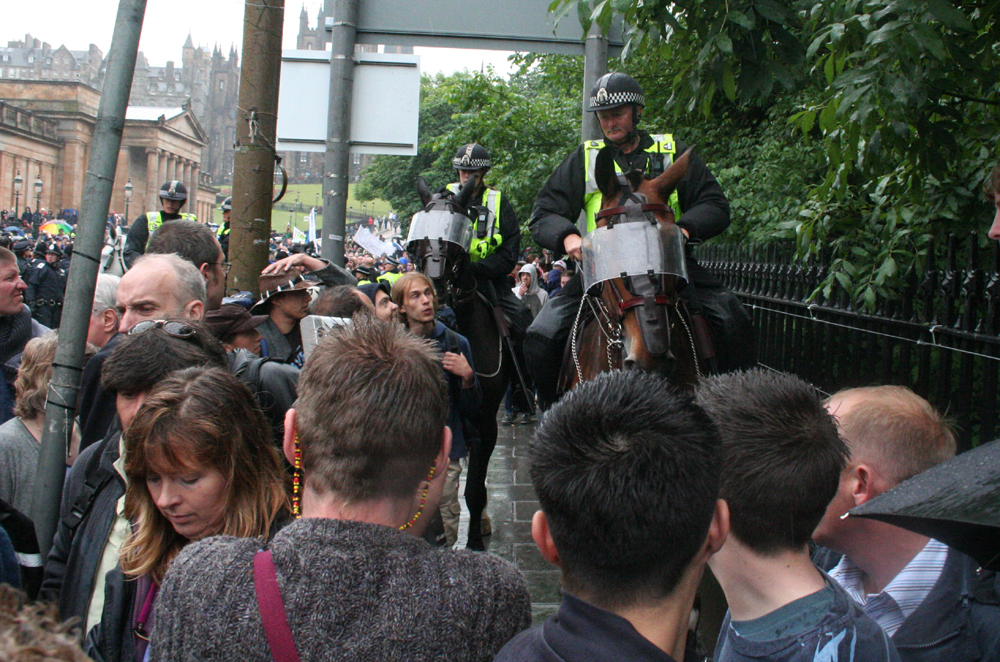
Oficiales de la policía montada durante una protesta en Edimburgo.

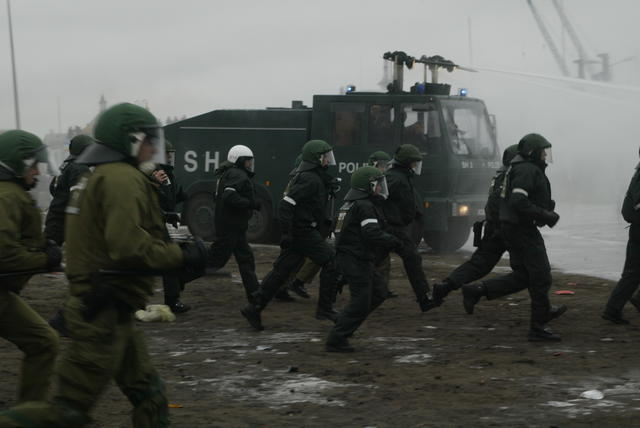
Antidisturbios de la Policía Federal Alemana realizando una Táctica de Bastón en contra de unos manifestantes.

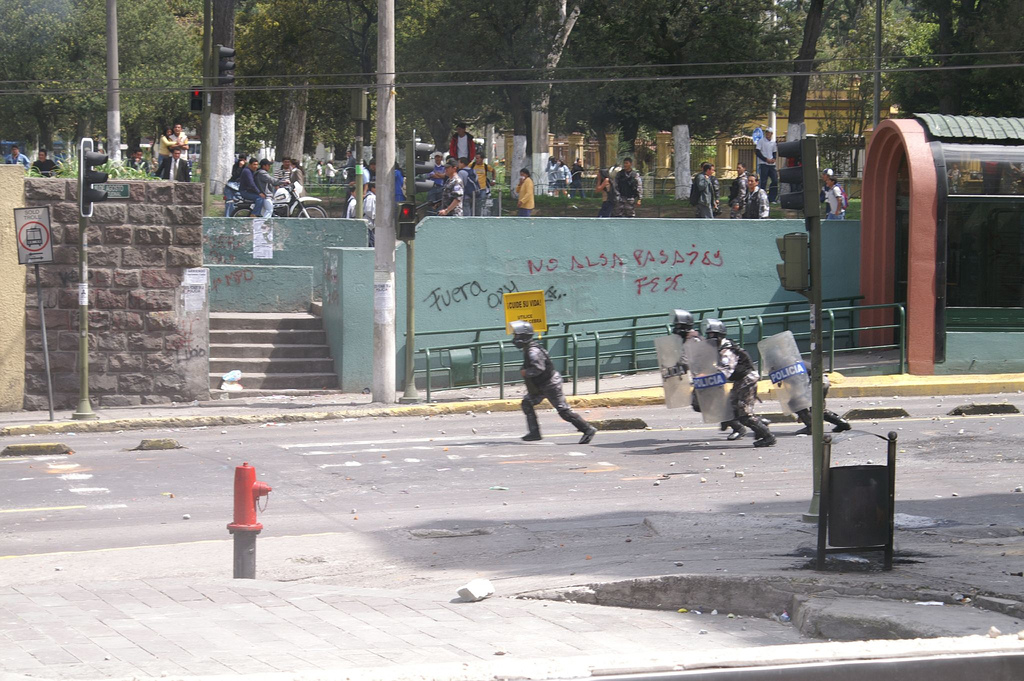
Miembros de la Compañía del Mantenimiento del Orden de la Policía Nacional del Ecuador realizando una táctica de bastón.

Las tácticas usadas por los oficiales pueden variar dependiendo del país, los medios disponibles y del tipo de sucesos, e incluso por otros factores como el clima o hasta las costumbres locales.

### Generales
Las tácticas más comunes son:
- Prevención de disturbios:
  - Advertir a los manifestantes en los medios de comunicación de la presencia policial.
  - Presencia de oficiales de policía, en algunos casos completamente equipados.
  - Vigilancia de los grupos de personas. Puede ser realizado por oficiales a pie, oficiales vestidos de civil, helicópteros y otros medios aéreos, cámaras de video instaladas en la zona (por ejemplo las de tránsito) e incluso con vigilancia a las redes sociales. En algunos casos incluso se han llegado a interceptar las señales de celular.
  - Limitación de movimiento para evitar que las marchas se acerquen a lugares sensibles o ataquen a personas no relacionadas. También puede usarse para mantener alejadas a dos o más marchas, tanto por ser opuestas, por el daño que se generase de su lucha, como por ser simpatizantes, debido a que podrían potenciarse entre ellas.
  - Presencia de equipos móviles a fin de poder reaccionar con eficacia en caso de que la marcha se desvíe o se vuelva violenta.

- Durante un disturbio:
  - Normalmente un grupo de oficiales fuertemente protegidos con escudos y armadura corporal se encuentra en primera línea y tiene contacto directo con los manifestantes.
  - Un segundo grupo de oficiales menos protegidos pero con mayor movilidad se encuentran tras de ellos en caso de que sea necesario hacer arrestos o reforzar ciertos puntos.
  - Los oficiales pueden ser respaldados por otros que porten diferentes tipos de armamento disuasivo, como gas lacrimógeno o balas de goma.
  - Se pueden usar caballos, aprovechando su imponente tamaño y velocidad, para ingresar en la multitud con mayor facilidad y seguridad.
  - Los oficiales pueden estar respaldados por vehículos especialmente equipados, incluyendo con cañones de agua.
  - En las cercanías pueden estar vehículos de alta movilidad, como motocicletas, y también vehículos de transporte.
  - Los oficiales y vehículos pueden realizar o simular cargas en contra de la multitud para dispersarlos.
  - Contrario al anterior, los oficiales también pueden permanecer defendiendo una sola posición resistiendo a los ataques de los manifestantes.
  - Se bloquean ciertos puntos para evitar que los manifestantes escapen hacia lugares que puedan no ser convenientes. Esto puede incluir el bloqueo de los extremos de la marcha para así limitar su movimiento.
  - Los oficiales pueden gritar mientras golpean sus escudos para aumentar el efecto psicológico de miedo en la multitud.

- Después de un disturbio:
  - Se puede requerir la presencia de los oficiales para mantener segura una cierta zona para así evitar el resurgimiento de los problemas.
  - Pueden ayudar en la evaluación de daños y en el retiro de escombros.
  - Pueden ayudar a trasladar a personas que han quedado atrapadas durante el disturbio o que han sido heridas.

### Según el país o región
Hay diferentes tácticas y costumbres dependiendo de cada país. Por ejemplo, en Francia las Compagnies Républicaines de Sécurité normalmente atacan a las manifestaciones en varios puntos para así dividirlos en grupos más pequeños y más controlables que luego son más fáciles de disolver. Además en París, Napoleón III diseñó las llamadas "calles antidisturbios", que son grandes calles o avenidas que fueron situadas en barrios problemáticos para ayudar a la movilidad de las fuerzas del orden, en especial de la caballería.
En el Reino Unido, donde suelen ocurrir grandes manifestaciones que tienden a ser inestables, la policía despliega tanto a policías antidisturbios como policías normales. La técnica más usada es el Kettling, según el cual, para evitar un mayor daño, los manifestantes son contenidos en un área determinada, a veces hasta por varias horas, hasta que los manifestantes se hayan tranquilizado. Esta técnica también es muy utilizada en Estados Unidos. Otra similitud que comparten los dos países es el poco uso de vehículos equipados con cañones de agua.
El uso del gas pimienta también está ampliamente extendido, en especial en países como Estados Unidos, Canadá y en muchos países de Europa, como Alemania o Reino Unido.
En Iberoamérica el uso del gas lacrimógeno está ampliamente extendido. Normalmente los oficiales lanzan granadas que contienen este tipo de gases a las multitudes para así disolverlas. También es común que los policías realicen cargas frontales contra los manifestantes, a veces con la ayuda de vehículos o caballos.
En España son las Unidades de Intervención Policial, Unidades de Prevención y Reacción, Grupos de Reserva y Seguridad, Brigada Móvil, Área de Brigada Móvil y Brigada Central de Intervención.

## Controversia

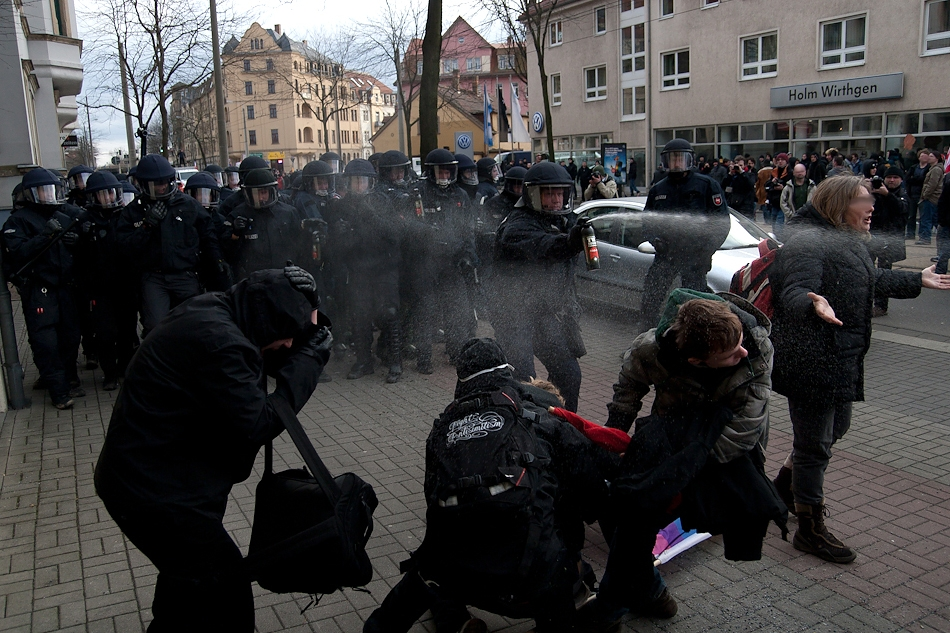
Agentes antidisturbios de la Policía Federal alemana rociando con gas pimienta a un grupo de manifestantes.

Socialmente es entendido que las fuerzas del estado tienen la función de proteger al ciudadano. Sin embargo, es común por algunos estados democráticos recurrir a las fuerzas del estado y especialmente a las fuerzas especiales de antidisturbios para disgregar y hacer frente a manifestaciones y protestas en contra del estado, incluso siendo pacíficas, atendiendo más a intereses políticos que a la seguridad de los propios ciudadanos manifestantes. Muchas veces estas fuerzas son usadas para censurar la opinión ciudadana y mantener bajo control a ciertos grupos de ciudadanos que no concuerden con la ideología dominante.
Otro problema es el abuso de la fuerza por parte de los oficiales hacia los manifestantes y que incluso pueden llegar a atacar a personas que no están involucradas dentro de las manifestaciones. El exceso de uso de la fuerza puede llegar a violar los derechos humanos llegando a incluso recibir acusaciones de tortura.
En España, a raíz de las protestas de 2011 y 2012, se han dado casos y ejemplos del uso injustificado de estas fuerzas especiales en repetidas ocasiones, habiendo sido fuertemente criticadas sus formas de actuación en diversas redes sociales y medios de comunicación, condenando incluso tratos vejatorios, violentos, humillantes y anticonstitucionales hacia los ciudadanos estando en manifestaciones pacíficas.

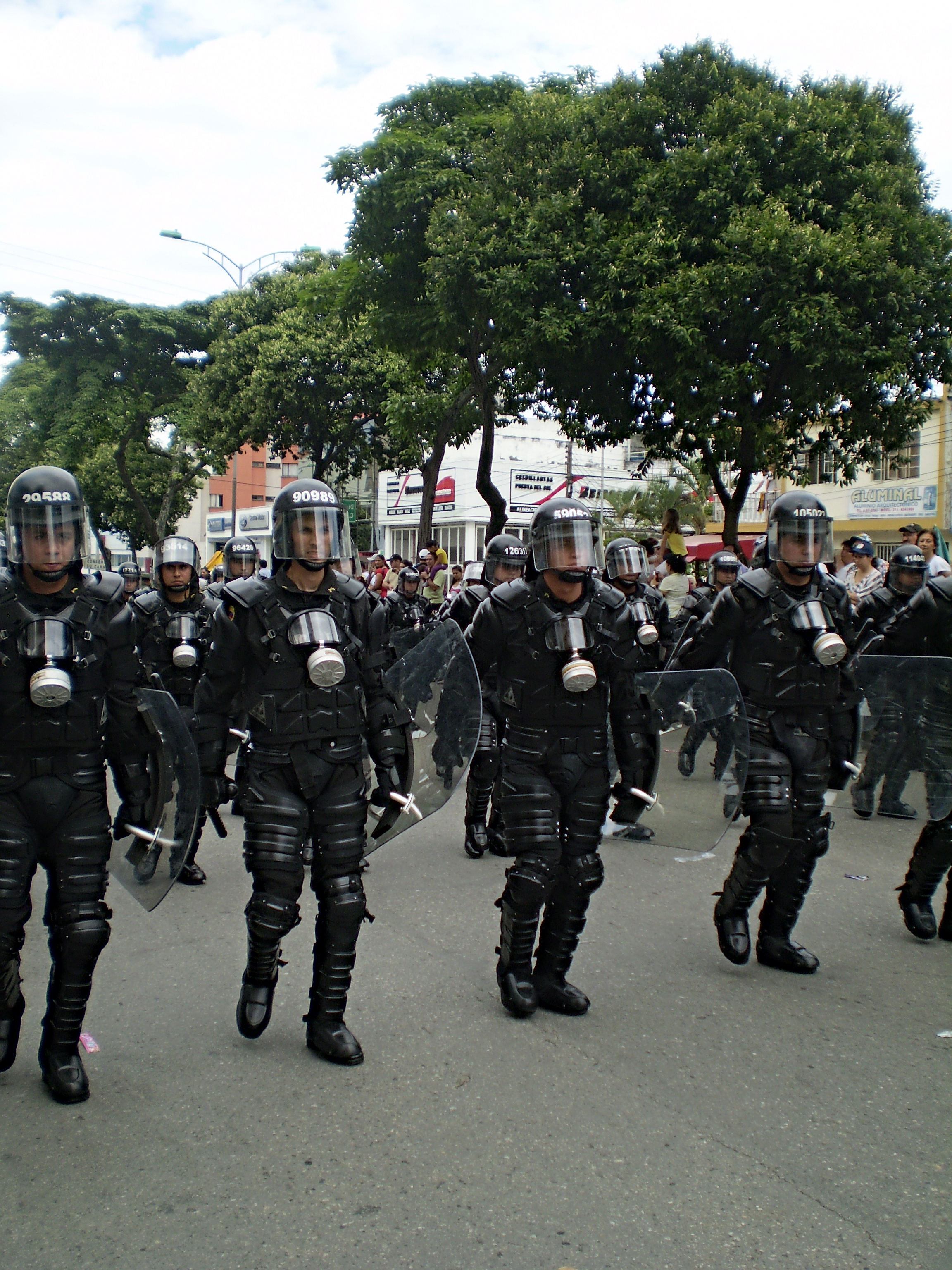
Agentes del ESMAD de la Policía Nacional de Colombia.

También ha sido duramente criticado el uso de material antidisturbios considerado peligroso, como disparos de pelotas de goma, tonfas reforzadas y gases, habiendo provocado incluso la muerte accidental de ciudadanos. Además, en algunos casos no hay estudios a largo plazo sobre los efectos de ciertos elementos usados, como por ejemplo el gas pimienta, por lo que no se puede asegurar que sean seguros, ni los verdaderos efectos que pudieran tener en diferentes tipos de personas como niños, ancianos, embarazadas o personas con enfermedades alérgicas o enfermedades respiratorias, pudiendo representar un serio riesgo para su salud. Algunos estudios señalan que el uso de gases lacrimógenos presenta la posibilidad de que las sustancias químicas afecten las funciones reproductivas, dañen a los fetos en el último trimestre del embarazo, y a los niños en los primeros años de vida, provocando efectos en la salud que, aunque no letales, pueden resultar irreversibles. Además, algunas de estas sustancias pueden permanecer en el ambiente durante días afectando a personas completamente ajenas a los disturbios.